# Bolbapium quinquestriatum
Bolbapium quinquestriatum es una especie de coleóptero de la familia Geotrupidae.

## Distribución geográfica
Habita en Paraguay.